# Obermilitärstudienkommission
Die Obermilitärstudienkommission war eine Einrichtung der Preußischen Armee.

## Aufgabe
Sie war eine aus Offizieren in höheren Stellungen zusammengesetzte Kommission in Berlin, die die Einrichtungen und den Lehrbetrieb des Militärbildungswesens zu beraten hatte. Vorsitzender war der Generalinspekteur des Militärerziehungs- und Bildungswesens.

## Geschichte
Der Obermilitärstudienkommission ging eine auf Vorschlag des Kriegsministers Hermann von Boyen durch AKO vom 2. August 1816 geschaffene Militärstudienkommission voraus. Diese bestand aus acht Mitgliedern, von denen die Hälfte wissenschaftlich gebildete Stabsoffiziere und drei bis vier praktische Schulmänner sein sollten. Als Generalleutnant Otto von Pirch 1819 zum ersten Generalinspekteur des Unterrichtswesens ernannt wurde, wurde er auch Präses der Militärstudienkommission.
Unter dem Generalinspekteur Eduard von Peucker trat 1855 an Stelle der Militärstudienkommission eine „Studienkommission für die Divisionsschulen“. Aus Mitgliedern dieser Kommission, der „Studienkommission für die allgemeine Kriegsschule“ und der „Kommission des Kadettenkorps“ sowie den Direktoren der Obermilitärexaminationskommission, der Allgemeinen Kriegs- und der Artillerie- und Ingenieurschule und dem Kommandeur des Kadettenkorps wurde eine Obermilitärstudienkommission gebildet.